# Artur Majewski
Artur Majewski is een Poolse jazzmuzikant die trompet en elektronica speelt.

## Biografie
Majewski speelt sinds 2000 in de jazzgroep Robotobibok, met Marcin Ożóg, Maciej Bączyk en Adam Pindur. Met drummer Kuba Suchar vormt hij het duo Mikrokolektyw, de twee speelden met muzikanten uit Chicago waaronder Fred Anderson, Nicole Mitchell en Rob Mazurek en in 2007 traden ze met Exploding Star Orchestra op in Warschau. Op Delmark Records verscheen in 2010 hun album Revisit, ze waren de eerste Europese groep die op dit label uit Chicago uitkwam. In 2010 verscheen de film Dew Point  met muziek van het duo. In 2014 namen de twee een plaat met Noël Akchoté op. In 2010 begon Majewski met Gerard Lebik het Foton Quartet, de groep kwam met de plaat Zomo Hall. In 2016 verscheen Majewski's eerste soloalbum, Unimaginable Game.

## Discografie (selectie)
- 2000 – Robotobibok: Jogging
- 2002 – Robotobibok: Instytut Las
- 2004 – Robotobibok: Nawyki Przyrody
- 2010 – Mikrokolektyw: Revisit (Delmark)
- 2010 – Mikrokolektyw: Dew Point (DVD, Delmark)
- 2013 – Mikrokolektyw: Absent Minded (Delmark)
- 2013 – Anna Kaluza, Artur Majewski, Rafał Mazur, Kuba Suchar: Tone Hunting (Clean Feed)
- 2014 – Noël Akchoté & Mikrokolektyw: Noël Akchoté & Mikrokolektyw
- 2016 – Unimaginable Game